# Jim Olsen (basket-ball)
 (mars 2020).
Si vous disposez d'ouvrages ou d'articles de référence ou si vous connaissez des sites web de qualité traitant du thème abordé ici, merci de compléter l'article en donnant les références utiles à sa vérifiabilité et en les liant à la section « Notes et références ».
James Olsen, Jr. est un joueur américain de basket-ball, né le 2 juin 1921 à Brooklyn, borough de New York, et mort le 1er décembre 2000 à Midland, dans le Michigan. Après avoir joué, au niveau universitaire, avec le Big Green de Dartmouth, il évolue en National Basketball League avec les American Gears de Chicago durant la saison 1945-1946.

## Carrière
James Olsen, Jr. passe son adolescence à Glen Ellyn, dans l'Illinois.
Jim Olsen fait ses études supérieures au Dartmouth College, où il intègre l'équipe de basket-ball du Big Green. Aux côtés de Gus Broberg et George Munroe, il fait partie de l'équipe qui, en 1941, échoue aux portes du final four lors du tournoi de la Division I du championnat universitaire NCAA. Le Big Green est en effet battu lors du premier match de la phase finale par les Badgers du Wisconsin (51-50 ; 2 points d'Olsen seulement, malgré onze tentatives de tir). Dartmouth se rattrape et emporte la troisième place de la région Est en venant à bout, lors d'un match de consolation, des Tar Heels de Caroline du Nord (60-59 ; 10 points d'Olsen).
La saison suivante voit le Big Green accéder à nouveau à la phase finale du championnat, alors que Gus Broberg a quitté l'équipe. Les joueurs de Dartmouth éliminent les Nittany Lions de Penn State (44-39 ; 19 points d'Olsen), puis les Wildcats du Kentucky (47-28 ; 11 points d'Olsen), avant d'affronter, en finale du tournoi, Howie Dallmar et les Indians de Stanford. Le Big Green s'incline 53-38 face aux Californiens lors d'un match qui voit Olsen inscrire 8 points.
En 1943, Dartmouth, où évolue désormais Aud Brindley, se qualifie une nouvelle fois pour le tournoi du championnat universitaire NCAA. Le Big Green ne parvient pas à rééditer ses bonnes performances de l'année précédente, et s'incline lors du premier tour : l'équipe du New Hampshire ne peut résister aux Blue Demons de DePaul, équipe emmenée par George Mikan (46-35 ; 7 points d'Olsen). Face aux Violets de NYU, qu'ils rencontrent lors d'un match de consolation pour la troisième place de la région Est, le Big Green l'emporte sur le fil (51-49 ; 2 points d'Olsen).
Au terme de sa carrière universitaire, Jim Olsen s'engage dans la marine américaine.
Après la Seconde Guerre mondiale, Olsen signe avec les American Gears de Chicago, une équipe qui évolue en NBL, et qui compte dans ses rangs Stan Patrick, élu rookie de l'année lors de l'exercice 1944-1945. Olsen dispute, durant la saison régulière 1945-1946, 9 rencontres sous le maillot de Chicago, marquant en moyenne 2,9 points par match ; il dispute également un match en playoffs. Il quitte l'équipe alors qu'arrive dans l'effectif, au début de la saison 1946-1947, George Mikan, qu'Olson avait affronté avec Dartmouth durant la phase finale du championnat universitaire en 1943.
En 2005, Jim Olsen est élu au temple de la renommée (Hall of Fame) du Musée du basket-ball de l'Illinois.